# Poul Hentschel
Poul Arthur Vilhelm Hentschel (11. september 1900 i København) var en dansk fodboldspiller.
I sin klubkarriere spillede Poul Hentschel i B.1903 og vandt det danske mesterskab 1924. 